# Державний архів Курської області
Обласний казенний заклад «Державний архів Курської області» (рос. Областное казенное учреждение «Государственный архив Курской области») — архівна установа Курської області Російської Федерації, розташована у місті Курську, в будівлі на вулиці Леніна, № 57. Створений 1 липня 1934 року постановою Президії Курського обласного виконавчого комітету «Про організацію Курського обласного архівного управління». Директор закладу — Євген Петрович Маслов.

## Історія

### Передісторія[1]
Після видання декрету Ради народних комісарів Російської Радянської Республіки «Про реорганізацію та централізацію архівної справи в РРФСР» від 1 червня 1918 року в республіці розпочалося формування державної архівної служби. В Курській губернії комісія з архівної справи була утворена на початку вересня того ж року та 4 вересня перейменована на колегію з архівної справи на першому її засіданні.
На виконання постанови Всеросійського центрального виконавчого комітету від 30 січня 1922 року при Курському губернському виконавчому комітеті було створено губернський архівний відділ на правах його відділу. 10 квітня 1922 року Курський губернський виконавчий комітет видав наказ «Про заходи щодо охорони архівів від розкрадання», який зобов'язував усі радянські установи та підприємства передавати губернському архіву документи та вжити заходів щодо запобігання псуванню та розкрадання архівних документів. 20 листопада 1922 року губернський архівний відділ було перейменовано на бюро.
| Воскресенська церква. |
| Іллінська церква.     |

У листопаді 1923 року архівному бюро було виділено чотири кімнати архієрейських покоїв та Воскресенська церква колишнього Знам'янського монастиря.
У березні 1925 року при архівному бюро було організовано політичну секцію для концентрації секретних і політичних документів. 8 грудня 1925 року, на виконання постанови губернського виконавчого комітету від 26 вересня 1925 року, архівному бюро було передано частину приміщення церкви колишнього жіночого Троїцького монастиря на вулиці Горького, № 13 для зберігання документів радянського періоду.
Відповідно до Положення «Про організацію Єдиного державного архівного фонду РРФСР», затвердженого 3 лютого 1926 року, губернський архівний фонд було розподілено між двома архівами: Губернський історичний архів та Губернський архів Жовтневої революції. У 1926 році при Губернському архіві Жовтневої революції було організовано відділ друку (науково-довідкова бібліотека). З того часу розпочалося планомірне комплектування архіву.
У зв'язку з переходом країни на новий адміністративний поділ у 1928 році губернське архівне бюро було ліквідовано та створено Курське та Льговське окружні архівні бюро. З 1 січня 1928 року при бібліотеці було відкрито читальну залу. У 1930 році Курське і Льговське архівні бюро у зв'язку з ліквідацією округів реорганізовані в архівосховища обласного архівного бюро Центрально-Чорноземної області. 10 жовтня 1930 року Курське архівосховище перетворено на Курське відділення архівного управління Центрально-Чорноземної області.
1931 року Льговське архівне бюро було ліквідовано і всі документи передано до Курського архівного відділення. Того ж року будівлю Воскресенської церкви було передано військовому відомству, а під сховище історичного архіву відведено будівлю Іллінської церкви на вулиці Леніна, № 11.

### Історія обласного архіву[1]
Після утворення 13 червня 1934 року Курської області, постановою Курського обласного виконавчого комітету від 1 липня 1934 року було утворено Курське обласне архівне управління, а архівосховища перейменовано в архіви: обласний історичний архів та обласний архів Жовтневої революції та соціалістичного будівництва.
Ухвалою Президії Верховної Ради СРСР від 16 квітня 1938 року архівні органи були передані у відання Народного комісаріату внутрішніх справ СРСР. 29 березня 1941 року Курський обласний історичний архів і архів Жовтневої революції об'єдналися в єдиний Державний архів Курської області.
Під час [німецько-радянська війна|німецько-адянської війни]], у період окупації Курська німецькими військами, державний архів Курської області продовжив роботу. Начальник відділу дореволюційних фондів Л. М. Позняков, який окупаційною владою був призначеному на посаду директора архіву, та кілька його співробітників запобігли пограбуванню архіву, хоча він і зазнав певних втрат. Після звільнення міста 8 лютого 1943 року архів відновив роботу з 23 червня 1943 року.
28 липня 1961 року затверджено Положення про Головне архівне управління, яке перевело архіви із системи Міністерства внутрішніх справ СРСР у відання Ради Міністрів СРСР. Відповідно до Постанови Ради Міністрів СРСР від 25 червня 1963 року держархів Курської області перейшов до структури за функціонально-виробничою ознакою.
У 1984—1985 роках документи архіву було переміщено до нового будинку на вулиці Леніна, № 57. У цій будівлі розмістився і архівний відділ Курського облвиконкому. Почалося комплектування архіву кінофотодокументами, фондами особистого походження.
З 1987 року архів проводить систематичну роботу з розсекречення документів, що сприяло залученню розсекречених справ у науковий обіг. За ними було написано низку робіт викладачами педагогічного та технічного університетів, дипломні та курсові роботи студентами цих вишів. На основі розсекречених документів підготовлено навчальний посібник «Курське село в 1920-1930-х роках. Колективізація» (Курськ, 1993).
На підставі Постанови Адміністрації Курської області від 31 грудня 2010 року № 657-па «Про правове становище обласних державних установ» з метою приведення правового положення обласних установ у відповідність до вимог чинного законодавства та з метою створення обласних казенних установ у 2011 році державний архів змінив свій тип та утворився Обласний казенний заклад «Державний архів Курської області». У 2011 році у ньому створено новий відділ автоматизованих архівних технологій, який займається переведенням архівних документів до електронного вигляду. Вся відсканована інформація зберігається на сучасних серверах, що забезпечують оперативний доступ до неї.
У 2019 році створено філію архіву загальною площею 2 086,6 м². У ній зосереджено комплекс фондів радянського періоду. З вересня 2019 року у ній функціонує читальна зала.

## Фонди[2]
Архів зберігає понад 1 200 000 документів, починаючи з ХVII століття (найраніший з них датується 1625 роком. Вони містять інформацію про соціально-економічне становище та суспільно-політичне життя Курського краю з 1780 року, про його народонаселення з 1684 по 1970 рік, про зміни у адміністративно-територіальному устрої регіону, в тому про утворення у грудні 1779 року Курської губернії.

### Кінець XVII століття— 1917 рік
За період з кінця XVII століття по 1779 рік зберігаються писцеві книги Курського, Обоянського, Рильського, Старооскольського повітів за 1684—1685 роки, розбірні книги корочанців, обоянців та служивих людей Курська за 1679—1680, 1689 роки, ревізські сказки першого (1719 року) і другого (1743 року) переписів чоловічого податного населення Курська та Курського повіту та третього (1761 року) перепису всього населення по містах та повітах колишньої Бєлгородської губернії. У них перераховані члени сімей поміщиків (станом на 1719 рік), поміщицьких селян, осіб духовного звання (за церквами), однодворців, купців (станом на 1761 рік) міщан і малоросіян.
Збереглися журнали із розмежування Курського і Харківського намісництв, розпорядження генерал-губернатора про перевлаштування міст за планами 1785 року.
За 1780—1917 роки містяться відомості про населення статистичного та персонального характеру: за ревізськими сказками 4—10 переписів податного населення (1781, 1797, 1811, 1815, 1834, 1850, 1858); за метричними та сповідними книгами церков (1774—1920). У них є записи про сім'ю актора Михайла Щепкіна, астронома Федора Семенова, композитора Георгія Свиридова, живописця В'ячеслава Шварца, Генерального секретаря ЦК КПРС Микити Хрущова та інших відомих діячів.
Низка документів свідчить про останній період існування Бєлгородської оборонної лінії, про нову Українську лінію, утримання ландміліцьких полків, про участь населення Курської губернії у Французько-російській війні і Першій обороні Севастополя.
Фонди містять описи міст та інших примітних місць губернії (не раніше 1862 року), відомості про територіальне, демографічне, соціальне та економічне становище міст і повітів (1835—1837, 1852), огляди губернії, анкети міст (1905), відомості про пам'ятки давнини — кургани племені сіверян, перелік та описи городищ і курганів (1872—1873), анкети пам'яток стародавнього мистецтва (1887—1888).
Зберігаються карти та плани Курська, повітових міст та повітів; плани земельних володінь поміщиків та сільських товариств, межові книги генерального та спеціального межувань (1779—1914), бланки описів дрібних та великих приватновласницьких господарств, поділові бланки та подвірні картки сільськогосподарського перепису 1910—1911 років по Курському, Старооскольському, Тимському, Фатезькому та Щигрівському повітах; документи про земельну власність, про затвердження в правах володіння маєтками, будинками та торговими крамницями (1780—1867), книги реєстрації купчих і заставних (1780—1797), звіти про стан маєтків поміщиків, купців і міщан та їх описи (будови, земля, селяни із зазначенням їх віку, вартості майна, ікони, меблі, одяг та інше майно) за фондами судових установ.
Також архів володіє документами про стан цукрової, борошномельної, винокурної, шкіряної, будівельних матеріалів та інших галузей промисловості; про розвиток кустарних промислів, торгівлі, залізничного будівництва; про землеволодіння, стан селянських господарств, посівні площі, врожаї, введення агрономічних знань у сільське господарство; про податкову систему та судочинство, становище селян, злочини поміщиці Ольги Бріскорн та ролі декабриста Степана Семенова у його розслідуванні; про класову боротьбу до та після скасування кріпосного права та в період проведення Столипінської реформи; про становище робітників, революційний рух робітників, солдатів, селян, учнів у період з 1890-х років до 1917 року, діяльність різних політичних партій, у тому числі соціал-демократичної, есерівської, кадетської; про становище та діяльність православних церков і монастирів, їх майно, склад духовенства. Є документи Курської лютеранської церкви (німецькою мовою).

### 1917 рік— сучасність
Починаючи з 1917 року зберігаються документи про встановлення Радянської влади, створення частин Червоної армії, про події Громадянської війни, збитки, заподіяні господарству під час Громадянської війни, про відновлення народного господарства, про здійснення колективізації сільського господарства, про політичні репресії щодо селянства та інших груп населення розкуркулення, конфіскація майна, позбавлення виборчих прав, про здійснення індустріалізації, перетворення області з аграрної на індустріально-аграрну, про стан та розвиток промисловості та промислових підприємств, сільського господарства та його галузей.
У фондах губернського і повітових Рад народного господарства, відділів місцевого господарства, трестів і комбінатів, заводів і фабрик відображено реконструкцію історично складених галузей промисловості, приладобудування, електротехнічної, хімічної, цукрової промисловості. Є дані про дослідження та освоєння Курської магнітної аномалії, зокрема про роботу Михайлівського гірничо-збагачувального комбінату.
Зберігаються документи про вклад трудящих області у перемогу у німецько-радянській війні, про злочини Вермахту і збитки, заподіяні ворожою армією народному господарству та населенню області, у тому числі про насильницьку депортацію громадян; участь трудящих у відновленні зруйнованих підприємств, колгоспів, об'єктів культури; про благоустрій міст та населених пунктів, розвиток народної освіти, медичне обслуговування, пенсійне забезпечення громадян.
У архіві зберігаються індивідуальні фонди: винахідника Анатолія Уфімцева, партизана І. С. Макарова, письменників Михайла Горбовцева та Михайла Колосова, художників Петра Ліхіна та Є. Б. Пухальського, архітекторів Леоніда Літошенка, Марка Теплицького та Сергія Федорова, заслуженої артистки РРФСР Марії Черкесової, академіка Миколи Дружиніна, викладачів Курського державного педагогічного інституту П. В. Іванова, Ю. Л. Райського, П. Л. Бульбанюка, Григорія Денисевича, Федора Лаппо, викладачів Курського державного медичного інституту Л. М. Андрєєва, Олександра Савельєва, краєзнавців Юрія Ліпкінга, Володимира Самсонова, Леоніда Познякова, доктора історичних наук Олексанлри Друговської.
Фонди містять колекції нелегальних видань курських більшовиків, а також документів ветеранів партії, праці, учасників громадянської та німецько-радянської воєн, Героїв Радянського Союзу та Героїв Соціалістичної Праці, депутатів Верховної Ради СРСР, діячів літератури та мистецтва, історичної, педагогічної та медичної наук.
Науково-технічна документація представлена проєктами планування та забудови міст та сіл, будівництва адміністративних будівель, житлових будинків, об'єктів соціально-культурного призначення, промислових підприємств, реконструкції та відновлення пам'ятників архітектури, науковими звітами про роботи, виконані у Центрально-Чорноземному заповіднику імені професора Василя Альохіна, раціоналізаторськими пропозиціями і матеріалами про їх впровадження на заводах «Счётмаш», тракторних запасних частин, електроапаратному.

### Фото- та кінодокументи

#### Фотодокументи
У матеріалах дорадянського періоду зберігаються фотознімки організаторів першого Курського комітету РСДРП, мітингів, зборів періоду першої російської революції 1905—1907 років, види Курська.
Серед фотодокументів радянського періоду — фотографії організаторів радянської влади, учасників громадянської війни в Росії та німецько-радянської війни, громадянської війни в Іспанії 1936—1939 років, учасників бойових дій в Афганістані та Чечні, керівників місцевих партійних, радянських, громадських організацій, делегатів з'їздів, депутатів Верховних Рад СРСР, РРФСР, Державної думи Російської Федерації, Героїв Радянського Союзу, Героїв Соціалістичної Праці, почесних громадян Курська, фотографії про перебування в губернії, області керівних діячів Комуністичної партії та Радянської держави. Є фотодокументи про участь населення в партизанському русі в роки німецько-радянської війни, злочини німецьких військ. Низка фотодокументів висвітлює будівництво нових промислових об'єктів — Курської атомної електростанції, Михайлівського гірничо-збагачувального комбінату, Курської ділянки газопроводу Уренгой — Помари — Ужгород, підшипникового заводу ГПЗ-20, шкіряного заводу, тваринницьких комплексів, населених пунктів.

#### Кінодокументи[7]
Серед кінофонодокументів — кінострічки та звукозаписи:
- про вручення урядових нагород області, місту Курську, підприємствам;
- про будівництво великих промислових об'єктів, міст Желєзногорська та Курчатова;
- про відзначення ювілеїв Курської битви та звільнення Курська від німецьких військ;
- про зустріч Олімпійського вогню у Курську під час Літніх Олімпійських ігор 1980 року;
- про відзначення 950-річчя Курська у 1982 році;
- про святкування дружби Сумської та Курської областей;
- про відпочинок в Курській області дітей із потерпілого від землетрусу Ташкента;
- виступи представників угорських трудящих із області-побратиму Веспрему та інших закордонних делегацій;
- виступи самодіяльних колективів.

## Науково-довідкова бібліотека[2]
У фондах бібліотеки понад 50 тисяч томів друкованих видань, у тому числі у ній зберігаються рідкісні друковані видання та рукописні книги XVIII — першої чверті XIX століть; законодавчі та довідкові видання; історичні дослідження, монографії, збірники документів з історії Росії; документальні та довідкові видання про економічне, суспільно-політичне та культурне життя Курського краю, в тому числі: «Курськ. Краєзнавчий словник-довідник» (Курськ 1996); про курян — захисників Вітчизни, у тому числі «Книга пам'яті», томи 1-13 (Ккрськ, 1993—2002); тематичні збірники документів, видані архівом; центральні та місцеві, в тому числі повітові, районні журнали та газети за 1-у чверть XIX століття і донині.

## Видавнича діяльність[1]
Працівниками архіву підготовлено і видано збірки:
- «Боротьба за встановлення та зміцнення радянської влади в Курській губернії» (Курськ, 1957);
- «Підпільний друк Курських більшовиків» (Курськ, 1962);
- «Курська область у період Великої Вітчизняної війни Радянського Союзу 1941—1945» (Курськ, т. 1, 1960; т. 2, 1962);
- «Листи трудящих Курської губернії В. І. Леніну» (Курськ, 1963);
- «З історії Курського краю» (Воронеж, 1965);
- «Золоті зірки курян» (Воронеж, 1966);
- «Курська губернія у роки іноземної військової інтервенції та Громадянської війни» (Воронеж, 1967),;
- «Історія індустріалізації Центрально-Чорноземного району» (т. 1. Воронеж, 1970, т. 2 Курськ, 1972);
- «Золоті зірки трудової слави» (Курськ, 1976);
- «Подвиг народний. Участь трудящих Курської області у Великій Вітчизняній війні 1941—1945 рр.» (Курськ, 1978);
- «У братній співдружності народів СРСР 1946—1985 рр.» (Воронеж, 1986);
- «Курський цукор» (З історії виникнення та розвитку цукробурякової промисловості Курського краю 1816—1980 рр.) (1991).

У 2007—2019 роках архівом було видано:
9 збірок документів та довідково-інформаційних видань
- «З історії храмів Курської єпархії. Обоянський та Суджанський повіти»;
- «Курської області — 75. Події. факти. Люди»;
- «Вклонимося великим тим рокам…»;
- «Курська область. Хроніка воєнних років», присвячене 65-річчю німецько-радянської війни;
- «Сувора правда війни» в 3-х томах;
- «Зберігачі пам'яті. Архівній службі Курської області 110 років»;
- «З історії храмів Курської єпархії». Ч.2.; Ч.3. (Вип.1, Вип.2);
- «Курська губернія в роки Першої світової війни»;
- «Адміністративно-територіальний поділ та вулиці міста Курська»;

3 буклети
- «200 років перемоги у Вітчизняній війні 1812 року»;
- «75 років …бережемо історію!», присвячений 75-річчю архіву;
- «Віхи історії», присвячений 100-річчю державної архівної служби Росії.